# ترومان جاي نيلسون
ترومان جاي نيلسون (بالإنجليزية: Truman J. Nelson)‏ هو مؤرخ أمريكي، ولد في 1911، وتوفي في 11 يوليو 1987 في نيوبوريبورت في الولايات المتحدة.